# Имя розы (мини-сериал)
«Имя розы» (англ. The Name of the Rose) — итальянско-немецкий мини-сериал режиссёра Джакомо Баттиато, экранизация одноимённого романа Умберто Эко. Премьера в Италии состоялась 4 марта 2019 года, премьера в США — 23 мая 2019.

## Сюжет
Италия, 1327 год, будущий император Священной Римской империи Людовик IV Баварский воюет против папы римского Иоанна XXII. Монах-францисканец Вильгельм Баскервильский и молодой новиций Адсон из Мелька прибывают в уединенное бенедиктинское аббатство для участия в диспуте о бедности между представителями ордена францисканцев и папской курии из Авиньона. С прибытием в аббатство они оказываются вовлечены в цепь загадочных смертей.

## Основные действующие лица
- Вильгельм Баскервильский — Джон Туртурро
- Адсон из Мелька — Дамиан Хардунг
- Девушка-окситанка — Нина (Антония) Фотарас
- Бернар Ги — Руперт Эверетт
- Аббат Аббассано Фоссановский — Майкл Эмерсон
- Малахия Хильдесгеймский — Рихард Заммель
- Хорхе Бургосский — Джеймс Космо
- Ремигий Варагинский — Фабрицио Бентивольо
- Беренгар Арундельский — Маурицио Ломбарди
- Сальваторе — Стефано Фрези
- Северин Сант-Эмеранский — Пётр Адамчик
- Алинардо Гроттаферратский — Роберто Герлицка
- Венанций Сальвемекский — Гульельмо Фавилла
- Михаил Цезенский — Коррадо Инверницци
- Дольчино — Алессио Бони
- Маргарита/Анна — Грета Скарано
- Папа Римский Иоанн XXII — Чеки Карио

## Производство

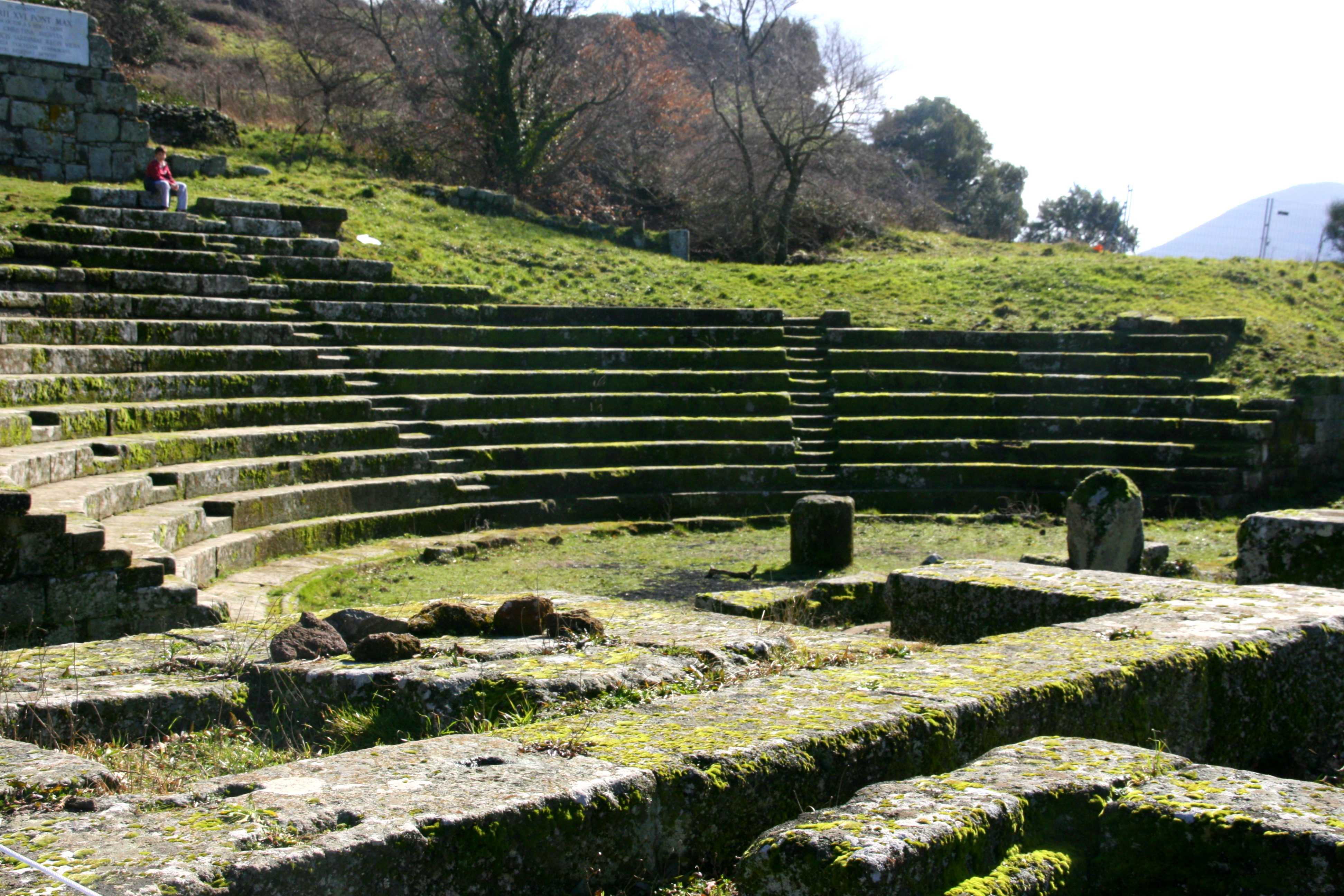
Античный театр в Тускуле, где по фильму девушка-окситанка наткнулась на Адсона и Вильгельма Баскервильского

Съёмки начались в 2018 году и проходили в Италии, в частности в Абруцци, в ущельях неподалёку от города Фара-Сан-Мартино, в отшельническом скиту «Santo Spirito a Majella» в Роккамориче, в замке города Роккаскаленья.
Некоторые сцены были сняты в городах Перуджа и Беванья, и обработаны под старину на римской студии Чинечитта. Ряд сцен был снят в археопарке Вульчи неподалёку от Монтальто-ди-Кастро и в археопарке Тускул.
Диалоги на окситанском языке были созданы совместно с Университетом Салерно.